# José Carlos Gomes da Silva
José Carlos Gomes da Silva, é um antropólogo português, que leccionou na Universidade Nova de Lisboa (FCSH), no Instituto de Investigação Científica Tropical e no ISCTE em Lisboa, e que trabalhou, sobretudo, sobre as questões de Antropologia do Simbólico e da etnografia da Índia.

## Biografia
José Carlos Gomes da Silva, docente português catedrático jubilado do departamento de Antropologia do ISCTE-IUL, é considerado um dos maiores antropólogos portugueses contemporâneos.
Doutorado em filosofia e letras da Université Libre de Bruxelles, recebendo orientações de Luc de Heusch, José Carlos Gomes da Silva desde cedo se debruçou sobre os problemas da «tradução», nomeadamente, dos sistemas simbólicos. A sua principal linha de investigação nos últimos anos tem sido a das hierarquias e dos sistemas de classificação simbólicos. Tais questões levaram-no a confrontos intelectuais com pessoas como o prestigiado, mas sempre controverso, Rodney Needham, Mary Douglas, entre outros. Tal situação – o confronto intelectual com Needham, em que este último respondia aos artigos e livros de Gomes da Silva –, apenas mostra a importância e o valor de toda a produção teórica construída por José Carlos Gomes da Silva ao longo de toda a sua carreira. Esta temática não é, contudo, a única de seu grande interesse. José Carlos Gomes da Silva desenvolve trabalho científico, também, na Índia, mais concretamente, na zona de Orissa, tendo, inclusivamente, escrito vários textos sobre a região.
Ex-docente na Faculdade de Ciências Sociais e Humanas da Universidade Nova de Lisboa (FCSH), José Carlos Gomes da Silva vinha já há alguns anos a leccionar cadeiras como: Antropologia do Simbólico, Epistemologia e Conhecimento Antropológico, ou Etnografia da Índia no ISCTE-IUL.
A sua entrada na Academia portuguesa acontece, tal como aconteceu com inúmeras pessoas, após a revolução de 25 de Abril, e com a possibilidade de investir e desenvolver o meio universitário português.
Ao seu último livro, publicado em português, O Discurso Contra Si Próprio (Assírio & Alvim), 2003), seguiram-se The Cult of Jagannatha - Myths and Rituals (Motilal Banarsidass, 2010), Krsna-Jagannatha in the Western Mind (Motilal Banarsidass, 2019) e The Invention of Caste Hierarchy - Theory in Historical Perspective (Motilal Banarsidass International, 2024).
José Carlos Gomes da Silva deixou de dar aulas a partir do ano lectivo 2006 / 2007 para realizar investigação na Índia, não tendo regressado ao activo como docente, tendo «optado» pela reforma, em grande parte face ao empobrecimento do meio académico actual. Gomes da Silva era, também, até ao último ano em que leccionou no ISCTE-IUL, um crítico da política do ensino de Bolonha e das reformulações instigadas por este na estrutura curricular dos cursos, neste caso, de antropologia da instituição onde trabalhava.

## Produção Científica (parcial)
Obras:
____. The Invention of Caste Hierarchy - Theory in Historical Perspective. Motilal Banarsidass International, 2024. 
____. Krsna-Jagannatha in the Western Mind. Motilal Banarsidass, 2019.
____. The Cult of Jagannatha: Myths and Rituals. Motilal Banarsidass, 2010.
____. O Discurso Contra Si Próprio. Lisboa: Assírio & Alvim, 2003.
____. Assimetria Social e Inversão. Coordenado por José Carlos Gomes da Silva. Lisboa: IICT, 1993.
____. L'identité volée. Essais d'anthropologie sociale. Bruxelas: Université de Bruxelles, 1989.
Publicado em português: A Identidade Roubada. Ensaios de Antropologia Social. Lisboa: Gradiva, 1994.
____. Variations du sens pour Gusli d’érable. Essai sur les «Bylines». Lisboa : Universidade Nova de Lisboa, 1980.
____. Orissa. Antropologia e Literatura de Viagens. Lisboa: Ministério da Educação, Instituto de Investigação Científica Tropical, 1980

Artigos:
_____. «Ethnologie Française, Oct.-Déc 1996, 26 (4): Russie. Rossija. Paroles Russes». L'Homme. Vol. 38, no. 145 (1998): 284-286.
_____. «L. Gruel-Apert, la tradition orale russe». L'Homme. Vol. 36, no. 140 (1996): 154-156.
_____. «Formes et énigmes: à propos d'un mythe de fondation d'Orissa». Comparatisme, mythologies, langages en hommage à Claude Lévi-Strauss. no. 73 (1994) : 143-170.
_____. «Louis Dumont: A implícita arquitectura». Ágora: Papeles de Filosofia. No.5 (1985): 235-46.
_____. «Versants de la pollution», suivi d'un commentaire par Mary Douglas. L'Homme. Vol. 24, no.3 (1984): 115-129.
_____. «À qui ressemblent-ils». Cahiers d'études africaines. Vol. 24, no.94 (1984): 235-250.
_____. «Nous-mêmes, nous autres». L'Homme. Vol. 23, no. 3 (1983) : 55-80.
_____. «La cécité et la somnolence». L'Homme. Vol. 17, no.1 (1977) : 53-71.
_____. «Mythe et idéologie». L'Homme. Vol. 16, no. 4 (1976) : 49-75.